# Schniegling

Lage der Gemarkung 3463 Schniegling in Nürnberg

Schniegling ist ein Stadtteil im Westen von Nürnberg und auch der Name der Gemarkung 3463 und des statistischen Bezirks 71.

## Lage
Schniegling grenzt im Nordwesten an Poppenreuth, im Südwesten entlang der Pegnitz an Doos, im Südosten an den Bezirk Westfriedhof und im Nordosten an Wetzendorf.

## Geschichte
Der Ort wurde 1146 als „Snigelingen“ erstmals urkundlich erwähnt. Der Ortsname leitet sich von seinem Gründer Snigilo ab. 1281 erwarb der Burggraf von Nürnberg Friedrich III. Snigelingen. 1427 kam Snigelingen in den Besitz der Reichsstadt Nürnberg und wurde 1796 preußisch. Der ursprüngliche Siedlungskern bestand aus einer Mühle und wenigen Höfen, später kamen ein Zainhammerwerk, weitere Betriebe und mehrere Herrensitze in Schniegling hinzu.
Gegen Ende des 18. Jahrhunderts gab es in Schniegling 13 Anwesen (3 Herrensitze, 1 Zainhammerwerk, 5 Höfe, 1 Spiegelschleife, 1 Polierwerk, 1 Mühle, 2 Häuser). Das Hochgericht übte das brandenburg-ansbachische Oberamt Cadolzburg aus, was aber von der Reichsstadt Nürnberg bestritten wurde. Alleiniger Grundherr war das Amt der Vesten der Reichsstadt Nürnberg.
Von 1797 bis 1808 unterstand der Ort dem Justiz- und Kammeramt Cadolzburg. Im Rahmen des Gemeindeedikts wurde 1808 der Steuerdistrikt Schniegling gebildet, zu dem Doos gehörte. Im selben Jahr entstand die Ruralgemeinde Schniegling, die deckungsgleich mit dem Steuerdistrikt war. Sie war in Verwaltung und Gerichtsbarkeit dem Landgericht Nürnberg zugeordnet und in der Finanzverwaltung dem Rentamt Fürth. Ab 1862 wurde die übergeordnete Verwaltung vom neu geschaffenen Bezirksamt Nürnberg übernommen, während die Gerichtsbarkeit beim Landgericht Nürnberg verblieb (1879 in Amtsgericht Nürnberg umbenannt). Seit 1871 gehört Schniegling zum Sprengel des Rentamts Nürnberg (1919 in Finanzamt Nürnberg umbenannt). Die Gemeinde hatte eine Gebietsfläche von 2,135 km². Am 1. Januar 1899 wurde Schniegling nach Nürnberg eingemeindet.

### Baudenkmäler
- Ehemaliger Dannreuther’scher Herrensitz
- Ehemaliges Serz’sches Herrenhaus
- Ehemaliger Hörmann’scher Herrensitz
- Ehemaliger Verwaltungsbau der Bonbonfabrik Dr. C. Soldan
- Schulhaus
- Ehemaliges zweites Schnieglinger Schulhaus
- Ehemalige Wohn- und Pflegestätte für Lungenkranke
- Sturmauslassabzweigung des nördlichen Hauptsammelkanals
- Neuer Jüdischer Friedhof
- Wohnhäuser

### Einwohnerentwicklung
Gemeinde Schniegling
| Jahr      | 1818   | 1840   | 1852   | 1855   | 1861   | 1867   | 1871   | 1875   | 1880   | 1885  | 1890   | 1895   | 1900   |
| Einwohner | 311    | 379    | 456    | 487    | 620    | 728    | 820    | 1254   | 1562   | 1789  | 2024   | 2263   | 2645   |
| Häuser    | 32     | 46     |        |        |        |        | 71     |        |        | 142   |        |        | 163    |
| Quelle    | [ 13 ] | [ 14 ] | [ 15 ] | [ 15 ] | [ 16 ] | [ 15 ] | [ 17 ] | [ 15 ] | [ 15 ] | [ 9 ] | [ 15 ] | [ 15 ] | [ 18 ] |

Ort Schniegling
| Jahr      | 001818 | 001840 | 001861 | 001871 | 001885 |
| Einwohner | 218    | 283    | 422    | 582    | 853    |
| Häuser    | 25     | 35     |        |        | 78     |
| Quelle    | [ 13 ] | [ 14 ] | [ 16 ] | [ 17 ] | [ 9 ]  |

## Religion
Der Ort ist seit der Reformation evangelisch-lutherisch geprägt und war ursprünglich nach St. Peter und Paul (Poppenreuth) gepfarrt, aktuell ist die Pfarrei Versöhnungskirche zuständig. Die Einwohner römisch-katholischer Konfession sind nach St. Konrad gepfarrt.